# Reunião de Cúpula de Moscou de 1988

Reagan e Gorbachev ratificando o Tratado de Forças Nucleares de Alcance Intermediário.

A Reunião de Cúpula de Moscou de 1988 foi uma reunião ocorrida entre o presidente dos Estados Unidos Ronald Reagan e o secretário-geral do partido comunista da União Soviética Mikhail Gorbachev. Ocorrido entre 29 de Maio de 1988 e 3 de Junho de 1988, foi um encontro onde Ronald Reagan e Mikhail Gorbachev concluíram o Tratado de Forças Nucleares de Alcance Intermediário logo após a ratificação do senado norte-americano em maio de 1988.
Reagan and Gorbachev discutiram também questões bilaterais, entre elas, América Central, Oriente Médio e África do Sul e também a retirada das tropas soviéticas do Afeganistão, assim como questões sobre direitos humanos.